# Ernest Louis Carron
Pour les articles homonymes, voir Carron.
Ernest Louis Carron est un céramiste, faïencier français, né le 10 mai 1838 à Bourg-la-Reine, et, mort dans cette même commune le 21 novembre 1904.

## Biographie
Fils aîné de Joseph Alphonse Carron et de Françoise Robert son épouse, faïencier. Il épouse Aline Louise Dicque et de leur union naîtra vers 1872 un fils Edouard Carron. Il est faïencier en 1876, 1891, 1896. Il reprendra en 1893 la direction de la faïencerie no 5 sise 5 Grande Rue, aujourd'hui le 31 avenue du Général-Leclerc (démolie en 1907) à la suite de son frère Jules Edouard Carron qui en avait pris les rênes en 1878 en étant locataire ou Directeur de l'entreprise dont Alphonse François Advant avait fait l'acquisition en 1876 et qu'il garda jusqu'en 1883. Ce sont les fours de cette manufacture que Pierre-Adrien Dalpayrat utilisera à ses débuts.

## Œuvres
- no 356 du catalogue de l'exposition de Sceaux en 1986 comprenant : une garniture de cheminée, composée de deux chandeliers, deux petits vases, un panier à anses formant vide-poches, en faïence émaillée blanche dont le décor est peint en bleu, vert et rose et une pendule datée de la seconde moitié du XIXe siècle.
- La paire de chandeliers, forme chantournée, décoré comme les deux vases  (h. : 26 cm)
- Les deux vases décorés de scènes maritimes, de paysages avec maison et église et des fleurs (h. : 7,5 cm)
- Le panier au décor identique (dim. : 8 × 7 cm)
- La pendule avec sa clef, style Louis XV Décorée sur la face d'un musicien sur un fond de paysage et au revers une marine sur les côtés des fleurs (h. : 41 cm). Cet ensemble est un don de Mme Bioret au Musée de l'Île-de-France, il avait été offert par son père à sa sœur comme cadeau de mariage. Jeune homme M. Bioret avait travaillé dans cette manufacture.

## Expositions - Musées
- Musée de l'Île-de-France au Château de Sceaux dans les Hauts-de-Seine
- Exposition à l'Orangerie du Parc de Sceaux en 1986
- Musée national de Céramique à Sèvres dans les Hauts-de-Seine